# Arminda (rechtvleugeligen)
Arminda is een geslacht van rechtvleugeligen uit de familie veldsprinkhanen (Acrididae). De wetenschappelijke naam van dit geslacht is voor het eerst geldig gepubliceerd in 1892 door Krauss.

## Soorten
Het geslacht Arminda omvat de volgende soorten:
- Arminda brunneri Krauss, 1892
- Arminda burri Uvarov, 1935
- Arminda fuerteventurae Holzapfel, 1972
- Arminda hierroensis Enderlein, 1930
- Arminda lancerottensis Holzapfel, 1972
- Arminda latifrons Enderlein, 1930
- Arminda palmae Hochkirch & Görzig, 2009